# Jérémie Lararaudeuse
Jérémie Lararaudeuse (né le 31 mars 2001) est un athlète mauricien spécialiste du 110 mètres haies.

## Biographie
Il se classe deuxième des Jeux africains de la jeunesse 2018 et deuxième des championnats d'Afrique juniors d'athlétisme 2019. Il termine par ailleurs 5e des Jeux africains de 2019. Il est éliminé dès les séries lors du 110 mètres haies aux Jeux olympiques d'été de 2020, mais améliore néanmoins son record personnel avec 14 s 03.
En 2022, Jérémie Lararaudeuse bat le record de Maurice du 110 mètres haies, une première fois en parcourant la distance en 13 s 77 à Cholet, puis une deuxième fois en 13 s 75 à Tours à l'occasion des Championnats de France des clubs. Le précédent record était la propriété de Judex Lefou depuis 1992.
Il remporte ensuite la médaille d'argent des Championnats d'Afrique, chez lui à Maurice, devancé par l'Algérien Amine Bouanani. C'est la première médaille continentale d'un athlète mauricien depuis 1996, année où Judex Lefou avait remporté le bronze.

## Palmarès
| Date | Compétition            | Lieu         | Résultat | Temps       |
| ---- | ---------------------- | ------------ | -------- | ----------- |
| 2022 | Championnats d'Afrique | Saint-Pierre | 2e       | 13 s 55 (w) |

## Records
| Épreuve     | Temps        | Lieu      | Date            |
| ----------- | ------------ | --------- | --------------- |
| 110 m haies | 13 s 51 (NR) | Bondoufle | 22 juillet 2023 |